# Gare de Saint-Saviol
Gare de Saint-Saviol vasútállomás Franciaországban, Saint-Saviol településen.

## Vasútvonalak
Az állomást az alábbi vasútvonalak érintik:
- Párizs–Bordeaux-vasútvonal
- Railroad Line Saint-Saviol-Le Blanc

## Kapcsolódó állomások
A vasútállomáshoz az alábbi állomások vannak a legközelebb:
- Gare d’Épanvilliers (Paris Gare d’Austerlitz, Párizs–Bordeaux-vasútvonal)
- Gare de Ruffec (Gare de Bordeaux-Saint-Jean, Párizs–Bordeaux-vasútvonal)